# Font (Informationstechnik)

Schriftprobe eines Open-Source-Fonts, hier Linux Libertine

Ein Font [fɒnt] ist in der Informationstechnik ganz allgemein jeder auf einem Computer oder angeschlossener Peripherie digital vorliegende Typensatz einer Schriftart. Je nach vorgesehener Darstellung kann ein Font entweder in einem rasterorientierten Format als Bitmap oder als frei skalierbarer Vektorfont vorliegen. Fonts sind Hilfskomponenten von Informations- und Kommunikationstechnologien.

## Begriffsbestimmungen, nähere begriffliche Eingrenzungen
Technisch gesehen wird unter einem Font die in digitaler Form abgespeicherte rasterfontspezifische oder vektorfontspezifische „Bild- und Instruktionsinformation“ eines Zeichensatzes verstanden. Während die in Zeichensätzen aufbewahrten, grafisch unterschiedlich gestalteten Satzschriften in der klassischen Drucktechnik in Form von Sets von Metall-gegossenen Lettern in Setzkästen aufbewahrt wurden, werden sie in der Welt der elektronischen Datenverarbeitung – oder noch allgemeiner in der Welt der informationstechnischen Systeme – als Fonts in digitalen Datenformaten abgespeichert.
Der Font bildet also das elektronische Pendant zum sogenannten Typensatz, dem Set aus mechanischen Lettern. Mit dem Font kann eine Zeichensatztabelle in konkret ausgeformte Zeichen eines Peripheriegeräts (wie Bildschirm oder Drucker) umgesetzt werden. Anders gesagt: durch den Font erhalten die Zeichen aus der Zeichensatztabelle eine konkrete Gestalt und Form. Auf diese Weise bilden die einer konkreten Gestalt und Form unterliegenden Zeichen – man spricht da von sogenannten „Glyphen“ – in ihrer Gesamtheit eine künstlerisch gestaltete, digitale Satzschrift. Die künstlerische Gestaltung wird von einem Schriftgestalter, einem sogenannten „Typographen“, gemacht.
Sogenannte Font-Editoren dienen dem Software-unterstützten Erzeugen und Bearbeiten von Fonts.

## Typologie anhand technischer Eigenschaften
Zur Zeichendarstellung in Computern und informationstechnischen Systemen gibt es verschiedene Techniken. Diesen zufolge werden Fonts unterschieden in:
- Rasterfonts (auch als Pixelfonts oder Bitmapfonts bezeichnet), bei denen jeder Bildpunkt einer Glyphe – das ist das konkrete Erscheinungsbild eines Zeichens – einzeln festgelegt ist.
- Vektorfonts, bei denen die Darstellung der Glyphen durch Angabe von Vektoren für deren Umrisse erfolgt.

Der Begriff Vektorfont ist eine Oberbezeichnung, unter die auch Outlinefonts fallen. Bis in die frühen 1980er Jahre waren Vektorfonts hauptsächlich Fonts, in deren gespeicherter Information (auf einer von digitalen Nullen und Einsen abstrahierten Ebene) die Glyphen einfache „Vollstriche“ waren und Abschnitte der Glyphen nur durch einfache Vektoren gekennzeichnet wurden, die Aufpunkte zu Geraden und Bögen bildeten. Sie waren insbesondere für die Ausgabe auf Vektordisplays und auf Plottern gedacht und geeignet.
Ein bekannter früher Vertreter der Vektorfont-Formate ist METAFONT.
Heute wird das Wort Vektorfont oft als Synonym für Outlinefont verwendet. In der gespeicherten Information eines Outlinefonts besteht (auf einer von digitalen Nullen und Einsen abstrahierten Ebene) nun nicht die einzelne Glyphe selbst aus einfachen Aufpunktvektoren von Vollstrichen; vielmehr wird der Umriss (engl.: outline) der Glyphe als Ansammlung komplexer Aufpunktvektoren beschrieben, welche außer auf Geraden und Bögen auch auf Bézierkurven und Splines zeigen können. Die einzelne Glyphe besteht dann jeweils aus einem oder mehreren geschlossenen Linienzügen, je nachdem welcher Buchstabe, welche Zahl oder welches sonstige Zeichen gerade realisiert wird. (Im besonderen Falle der Realisierung von Ligaturen können sich die Linienzüge dann auch über mehrere Glyphen erstrecken.)
Im Gegensatz zu Rasterfonts sind Vektorfonts wie auch Vektorgrafiken unabhängig von der Auflösung des Ausgabegerätes definiert und können ohne Qualitätsverluste beliebig skaliert ausgegeben werden. Da die meisten Ausgabegeräte auf einer Rasterung beruhen und die Ausgabe in Form von Pixeln erfolgt, ist eine Umrechnung nötig und nur eine näherungsweise Ausgabe möglich, die bei Ausgabeeinheiten mit nur geringer Bildauflösung Probleme verursachen kann. Um die Ausgabe diesbezüglich zu verbessern, werden beispielsweise Hinting und andere Fonttechnologien verwendet.

## Digitale Daten- und Dateiformate für Fonts
Bekannte Outline-Fontformate sind jeweils das TrueType-Fontformat, diverse PostScript-Fontformate und das OpenType-Fontformat. Mit Hilfe spezieller Grafik- und Fonttechnologien wird unter anderem das im Rahmen der möglichen Auflösung gleiche Aussehen von Bildschirm- und Druckerausgabe ermöglicht. (Man bezeichnet dies als „What you see is what you get“-Technik.) In Grenzen ist es auch möglich, neue Schriftgrade und Schriftstile (fett, kursiv) durch reine Umrechnung der Vektordaten zu erhalten, für professionelle Zwecke werden aber üblicherweise eigens angefertigte Schriftschnitte eingesetzt.
Eine Besonderheit unter den Outline-Fontformaten bildet das ScalableVectorGraphics-Fontformat. Dieses ist ausschließlich für Bildschirmanzeigen konzipiert, nicht jedoch fürs Drucken.